# Karl Donderer
Karl Donderer (* 28. Juni 1884 in Waldstetten, Jagstkreis; † 18. Juli 1976 in Obernzell) war ein deutscher Politiker (BVP, CSU).

## Leben
In eine Lehrerfamilie geboren, studierte Donderer Rechts- und Staatswissenschaften. Von 1905 bis 1908 war er Kameralpraktikant in Höchstädt an der Donau, Marktoberdorf und Augsburg. 1909 wurde er königlicher Rentamtsekretär in Zusmarshausen. 1913 wechselte er als königlicher Finanzrechnungskommissär zur Kreisregierung in Speyer. 1915 wurde er Rentamtassessor in Passau. Seit 1921 war er Mitglied der katholischen Studentenverbindung KBStV Rhaetia München. Von 1948 bis 1952 war er Oberregierungsrat und Finanzamtsvorsteher des Finanzamtes in Passau.

## Politik
Donderer war vor 1933 Mitglied der BVP. Er saß 1920–1924 und 1928–1932 im Bayerischen Landtag.
In der Nachkriegszeit nach dem Zweiten Weltkrieg in Deutschland war er 1945 eines der Gründungsmitglieder der Christlich-Sozialen Union (CSU) in Passau und deren Kreisvorsitzender. Von Oktober 1945 bis Januar 1946 war er auf Initiative der amerikanischen Besatzungsmächte Zweiter Bürgermeister in Passau. Von 1952 bis 1966 amtierte er als Landrat im Landkreis Wegscheid.
1957 wurde er von Kardinal-Großmeister Nicola Kardinal Canali zum Ritter des Ritterordens vom Heiligen Grab zu Jerusalem ernannt und am 30. April 1957 durch Lorenz Jaeger, Großprior der deutschen Statthalterei, investiert. Er gehörte der Komturei Regensburg an.

## Ehrungen
- Bundesverdienstkreuz 1. Klasse (22. April 1953)[3]
- Ritterorden vom Heiligen Grab zu Jerusalem (1957)
- Bayerischer Verdienstorden (1959)
- Pro Ecclesia et Pontifice